# Lithobius lorioli
Lithobius lorioli är en mångfotingart som beskrevs av Demange 1962. Lithobius lorioli ingår i släktet Lithobius och familjen stenkrypare.
Artens utbredningsområde är Spanien. Inga underarter finns listade i Catalogue of Life.